# Crocidura religiosa
Crocidura religiosa es una especie de musaraña (mamífero placentario de la familia Soricidae).

## Distribución geográfica
Es endémica de Egipto.

## Estado de conservación
Su hábitat se ha visto afectado por la construcción de la presa de Asuán.